# John Markoff
John Markoff est un journaliste du New York Times, né à Oakland le 24 octobre 1949, en Californie, et qui grandit à Palo Alto. Il fut diplômé au Whitman College, de Washington, en 1971 et reçut le Master degree (diplôme de maîtrise dans le système anglo-saxon) de l'université de l'Oregon, en 1976. Il a souvent rédigé des articles traitant de sécurité informatique. Il a aussi écrit des romans. Célèbre pour avoir, avec Tsutomu Shimomura, aidé le FBI à arrêter le pirate informatique Kevin Mitnick. Markoff et Shimomura ont plus tard écrit cette histoire dans le livre Cybertraque porté au grand écran en 2000.